# STSAT-3
STSAT-3（Science and Technology Satellite-3）は韓国の人工衛星。KAISTのSaTReC（衛星技術研究センター）が開発・設計した多目的マイクロサットで、2013年11月21日にロシアのヤースヌイ宇宙基地から他の31個の小型衛星と共にドニエプルにより打上げられた。

## 概要
STSAT-3ミッションの主な目的は
- 科学ミッション（銀河および宇宙背景放射の遠赤外線画像の取得）
- 地球観測ミッション（地球環境の監視、土地分類研究、水質の監視を目的とした遠赤外線・ハイパースペクトル画像の取得）
- 技術実証ミッション

となっている。